# Lydia Kindermann

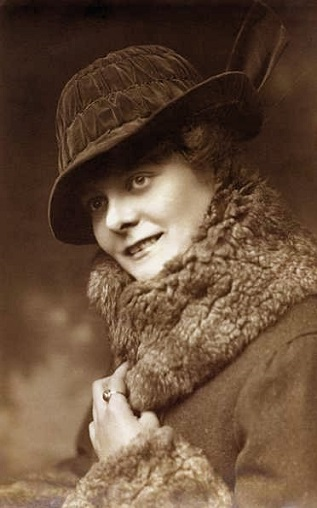
Lydia Kindermann (1920)

Lydia Kindermann (21. September 1892 in Łódź, Polen – 4. Dezember 1953 in Wien) war eine polnische, später argentinische Opernsängerin (Mezzosopran/Alt), die vor dem NS-Regime zuerst nach Prag, dann nach Buenos Aires flüchten musste.

## Leben
Lydia Kindermann debütierte 1917 am Theater von Teplitz-Schönau (Teplice), wo sie in der Spielzeit 1917/18 ihr erstes Festengagement hatte.
Im Frühjahr 1918 gastierte sie als Frau Reich in Die lustigen Weiber von Windsor und als Azucena in Der Troubadour am Opernhaus der Stadt Graz und wurde daraufhin zur Spielzeit 1918/19 fest engagiert.
Zur Spielzeit 1921/22 wechselte sie an die Württembergische Staatsoper in Stuttgart. In der Spielzeit 1926/27 war sie am Opernhaus der Stadt Köln engagiert. Dort sang sie unter anderem im Januar 1927 in der Uraufführung von Arthur Honeggers biblischem Drama Judith. Von 1927 bis 1931 gehörte Kindermann dem Ensemble der Berliner Staatsoper unter den Linden an und sang dort unter anderem 1929 in der deutschen Erstaufführung von Umberto Giordanos letzter Oper Il Re.
Ab 1927 gastierte Kindermann im europäischen Ausland. 1927 sang sie in Madrid die Fricka. 1928 trat sie am Teatro Liceu in Barcelona auf. 1931 sang sie in Amsterdam die Magdalene in Die Meistersinger von Nürnberg und die Brangäne in Tristan und Isolde. 1931 wirkte sie in Paris in einem Wagner-Konzert mit. Als Konzertsängerin hatte sie insbesondere in Amsterdam große Erfolge, wo sie mehrfach als Solistin des Concertgebouw-Orchesters unter Willem Mengelberg zu hören war. 1931 war sie im Film Die Koffer des Herrn O.F. von Alexis Granowsky zu sehen.
Bereits 1932 – „möglicherweise wegen der zunehmenden antisemitischen Hetze“ – ging sie nach Prag, wo sie sechs Jahre lang dem Ensemble des Deutschen Theaters angehörte. Sie sang dort ein breites Spektrum von Rollen, von Mozarts Marzelline (in Le nozze di Figaro) über Verdis Ulrica (in Ein Maskenball) bis hin zu zahlreichen Wagner-Partien. Im Mai 1933 übernahm sie dort die Rolle der Nastasja in der Uraufführung der Oper Verlobung im Traum von Hans Krása. Im Juni 1938 wirkte sie am Deutschen Theater Prag in der Uraufführung von Ernst Kreneks Oper Karl V. in der Rolle der Juana mit. Zu ihren Wagner-Rollen zählten Fricka und Waltraute (in Die Walküre), Brangäne und die Ortrud (in Lohengrin). 
Im Oktober 1937 gastierte sie erstmals an der Seite von Max Lorenz unter der musikalischen Leitung von Erich Kleiber als Magdalene in Die Meistersinger von Nürnberg am Teatro Colón von Buenos Aires. Am 22. September 1938 stand sie zum letzten Mal in Prag auf der Bühne, als Amalia in Verdis Schiller-Vertonung Luisa Miller. 
Nach dem Einmarsch deutscher Truppen in die Tschechoslowakei am 1. Oktober 1938 floh Lydia Kindermann nach Südamerika. Sie folgte einer Einladung Kleibers und sang in den folgenden zehn Jahren am Teatro Colón, gab aber auch Liederabende und Orchesterkonzerte in einer Reihe argentinischer Städte, in Chile und in Uruguay. 1939 nahm sie die argentinische Staatsbürgerschaft an. 1940 sang sie unter Arturo Toscanini das Altsolo in Beethovens 9. Sinfonie – mit dem Bass Alexander Kipnis und dem Tenor René Maison. Neben Ortrud, Brangäne, Erda (in Das Rheingold), Fricka und Waltraute (auch in Götterdämmerung), sowie Ulrica sang sie am Teatro Colón auch die Geneviève (in Pelléas et Mélisande), die Mrs. Quickly (in Falstaff), die Klytämnestra (in Elektra), die Herodias (in Salome) und die Iokaste (in Oedipus Rex), letztere 1942 unter dem Dirigat von Juan José Castro. Besonderen Zuspruch bei Publikum und Presse fanden drei Aufführungsserien am Teatro Colón: Tristan und Isolde mit Helen Traubel und Lauritz Melchior, dirigiert von Fritz Busch, Daphne mit Rose Bampton und Anton Dermota, dirigiert von Kleiber (Kindermann sang die Gaea), und schließlich 1948 eine prominent besetzte Götterdämmerung mit Kirsten Flagstad, Set Svanholm, Hans Hotter, Rose Bampton, Ludwig Weber und Lydia Kindermann, wiederum dirigiert von Erich Kleiber.
1949 kehrte Lydia Kindermann nach Wien zurück und wirkte als Gesangspädagogin. Zu ihren Schülerinnen zählten Nina Carini und Myrtha Garbarini. 1949 gab sie in Innsbruck noch einmal einen Liederabend. 
1953 erkrankte sie an einem bereits 1935 einmal von Ferdinand Sauerbruch in Wien operierten Gehirntumor und starb kurz darauf. Ihre letzte Ruhestätte befand sich auf dem Neustifter Friedhof in Wien. Das Grab ist mittlerweile aufgelassen.

## Tondokumente
Es gibt drei Schallplatten auf HMV und Telefunken. Unter ihren Telefunken-Aufnahmen finden sich das
- Meistersinger-Quintett „Selig wie die Sonne“: CD  9340 Pearl GEMM  / Symposium 1232-3 Auszüge aus Die Meistersinger von Nürnberg, aufgenommen am 22. Mai 1928, mit Friedrich Schorr, Robert Hutt, Leo Schützendorf, Karl Jöken, Elfriede Marherr-Wagner und Emmanuel List, Orchester der Berliner Staatsoper unter Leo Blech, und das
- Rigoletto-Quartett mit Pearl Yoder (Sopran), Helge Rosvaenge (Tenor) und Hans Reinmar (Bass) sowie der Staatskapelle Berlin unter Leitung von Selmar Meyrowitz.

Ebenfalls auf Telefunken erschienen ist folgende Szene:
- Zweites Finale aus Aida, mit Pearl Yoder (Sopran), Louis Graveure (Bariton), Hans Reinmar, Louis van de Sande (Bassbariton) sowie der Staatskapelle Berlin und dem Berliner Staatsopernchor unter Leitung von Selmar Meyrowitz.[12]

Aus dem Teatro Colón in Buenos Aires sind Opernmitschnitte vorhanden. Veröffentlicht wurde u. a. von der Bruno Walter Society ein vollständiger Mitschnitt der Daphne von Richard Strauss aus dem Jahr 1948, dirigiert von Erich Kleiber. Kindermann sang in dieser Oper die Gaea.